# وكالة الشرطة الوطنية (اليابان)
وكالة الشرطة الوطنية اليابانية (باليابانية: 警察庁 كيساتسوتشو) هي وكالة حكومية يشرف عليها اللجنة الوطنية للسلامة العامة التابعة لمكتب مجلس الوزراء في مجلس وزراء اليابان، وهو وكالة التنسيق المركزية لنظام الشرطة اليابانية.
خلافا لهيئات مماثلة مثل مكتب التحقيقات الفيدرالي في الولايات المتحدة، فإنه ليس لوكالة الشرطة الوطنية أي ضباط شرطة يتبعون مباشرة لها. بدلاً من ذلك، فأن دورها هو تحديد المعايير العامة والسياسات، على الرغم من أنه في حالات الطوارئ الوطنية أو الكوارث الواسعة النطاق فإن الوكالة مخولة بقيادة قوات الشرطة في المحافظات.

## معرض الصور

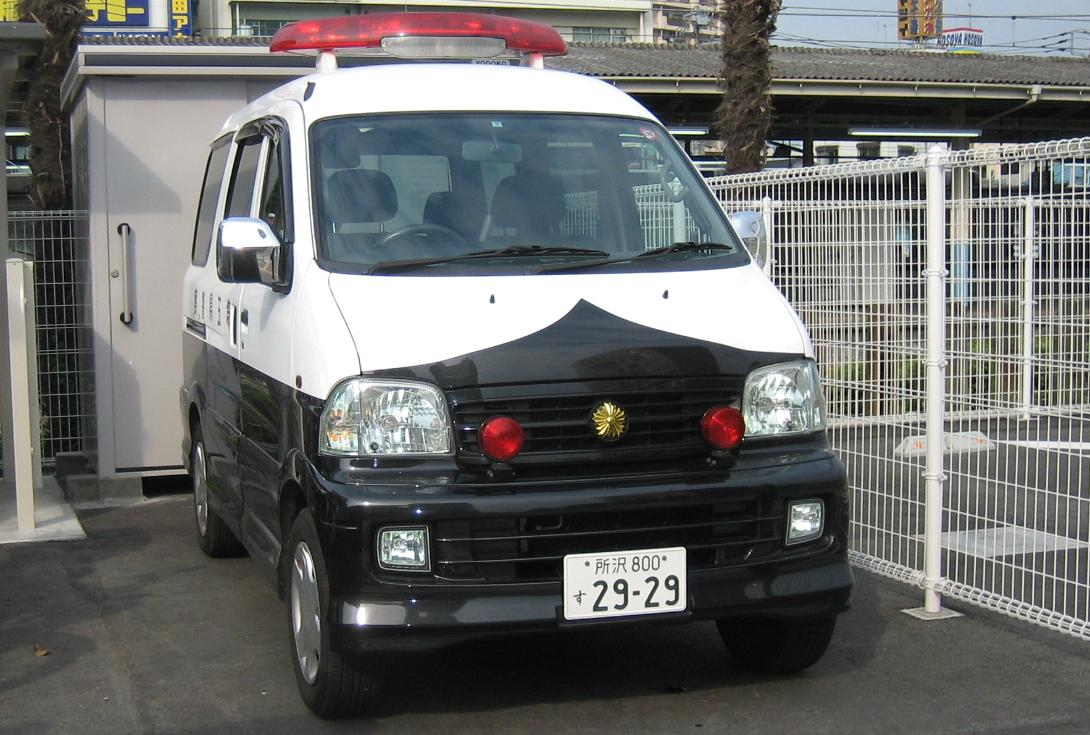
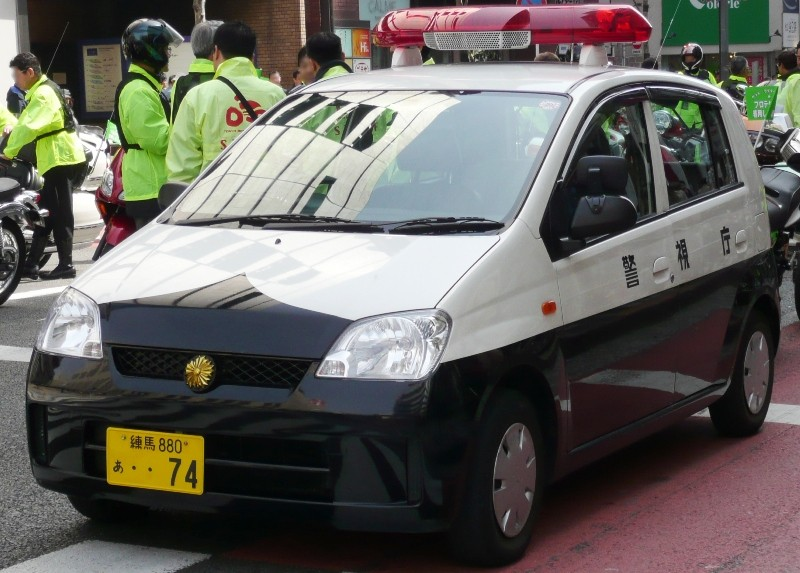
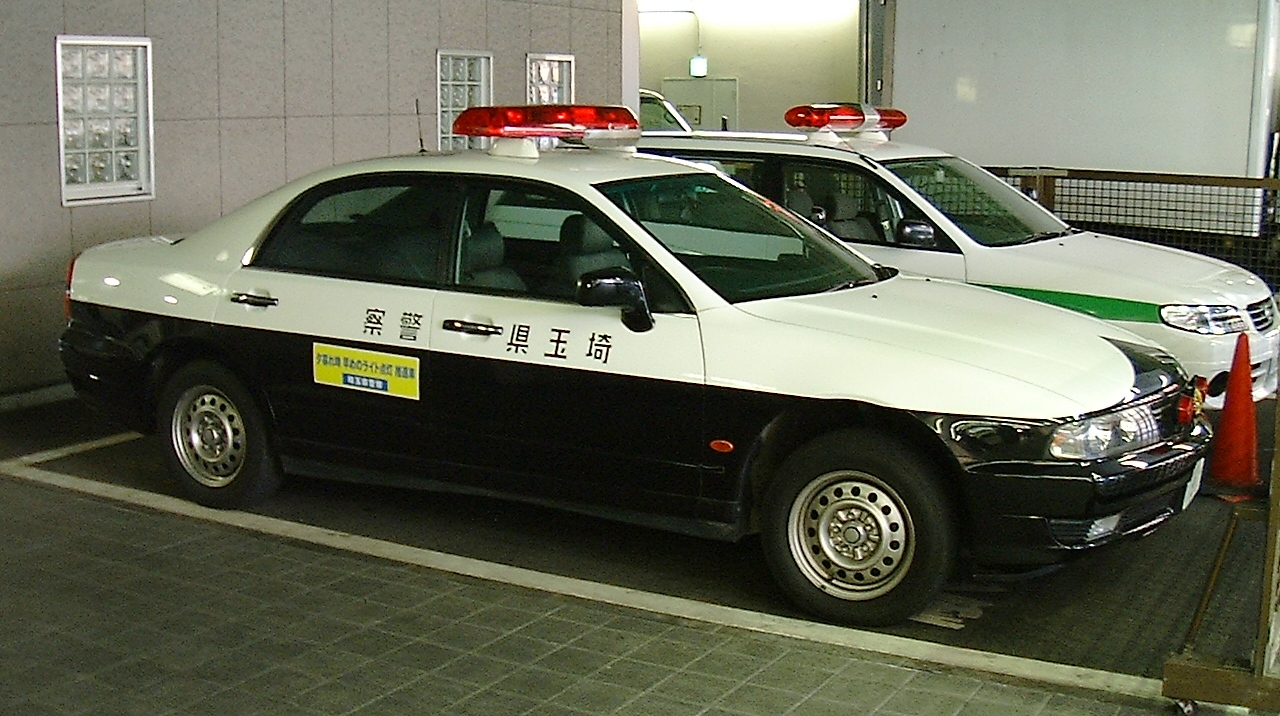
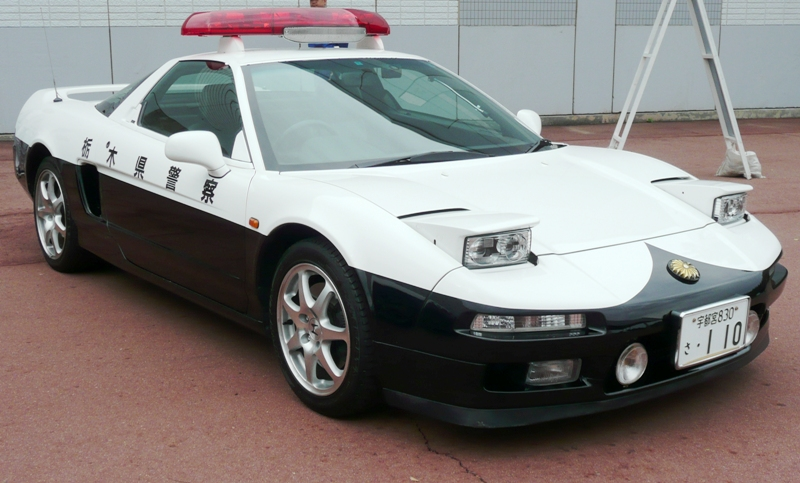
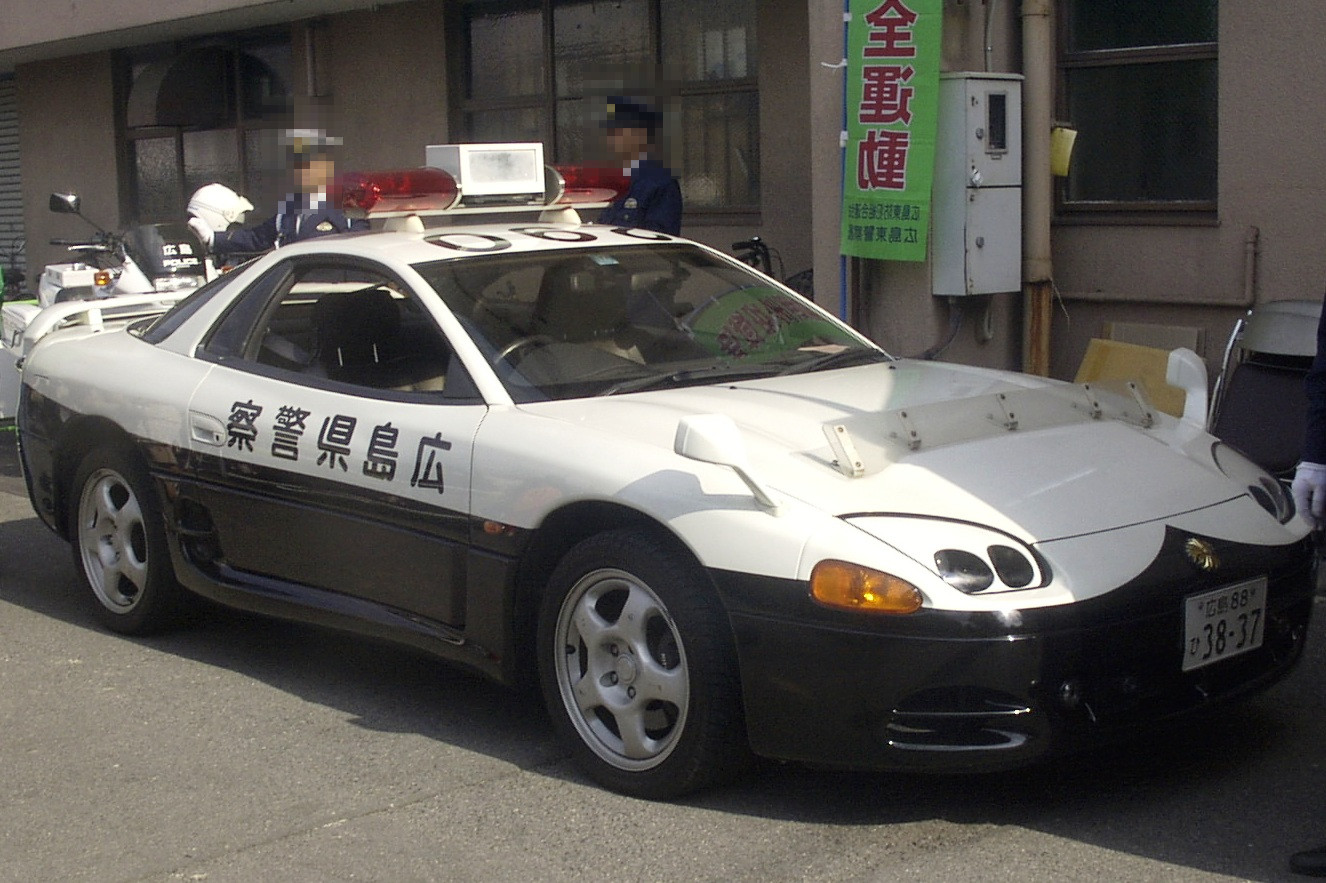
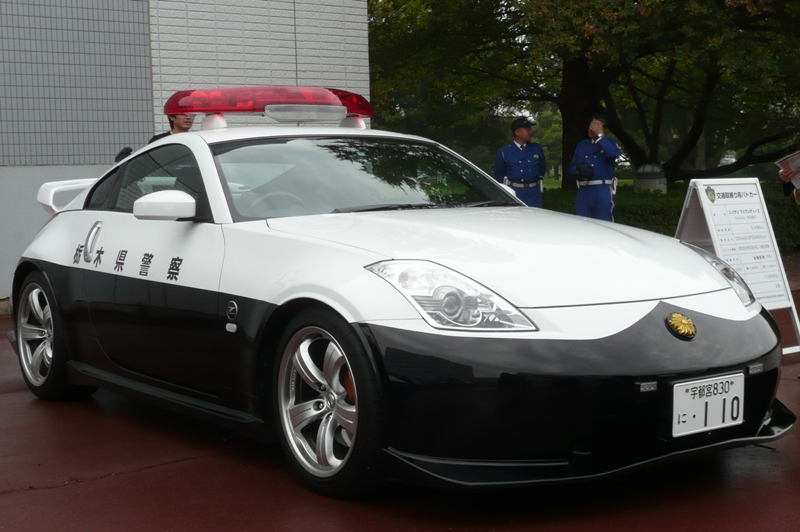
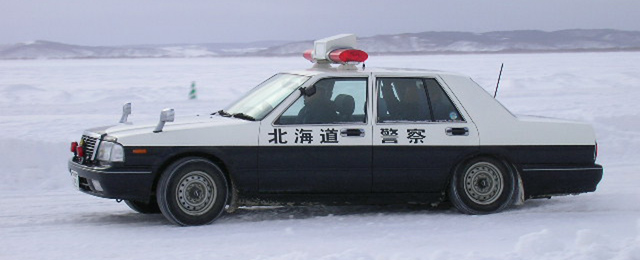
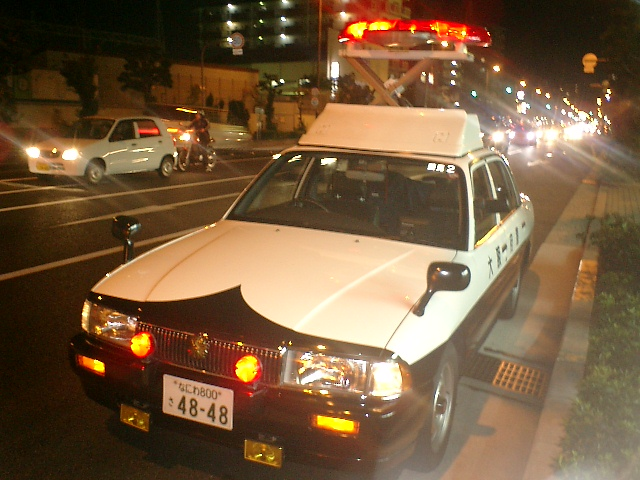
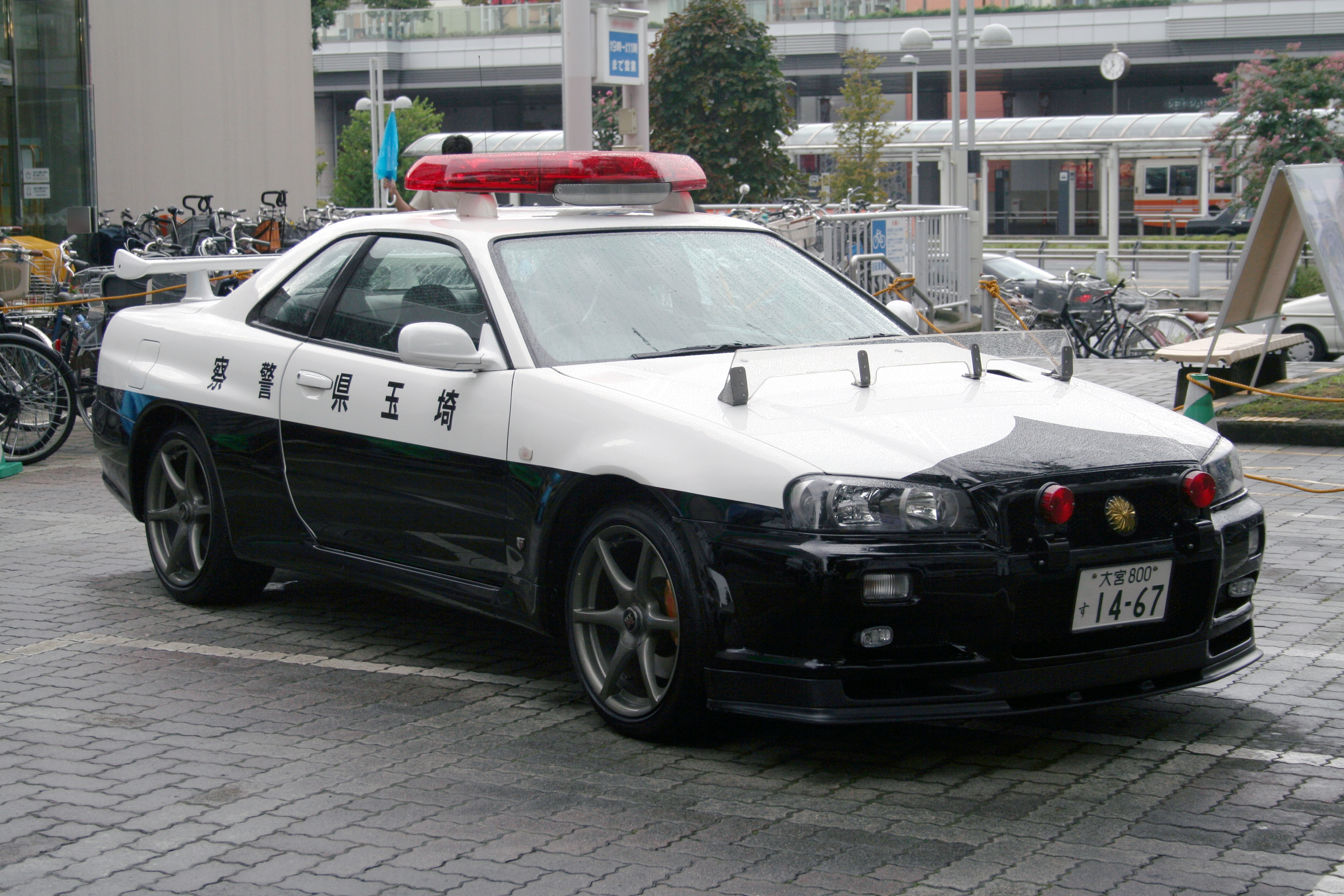
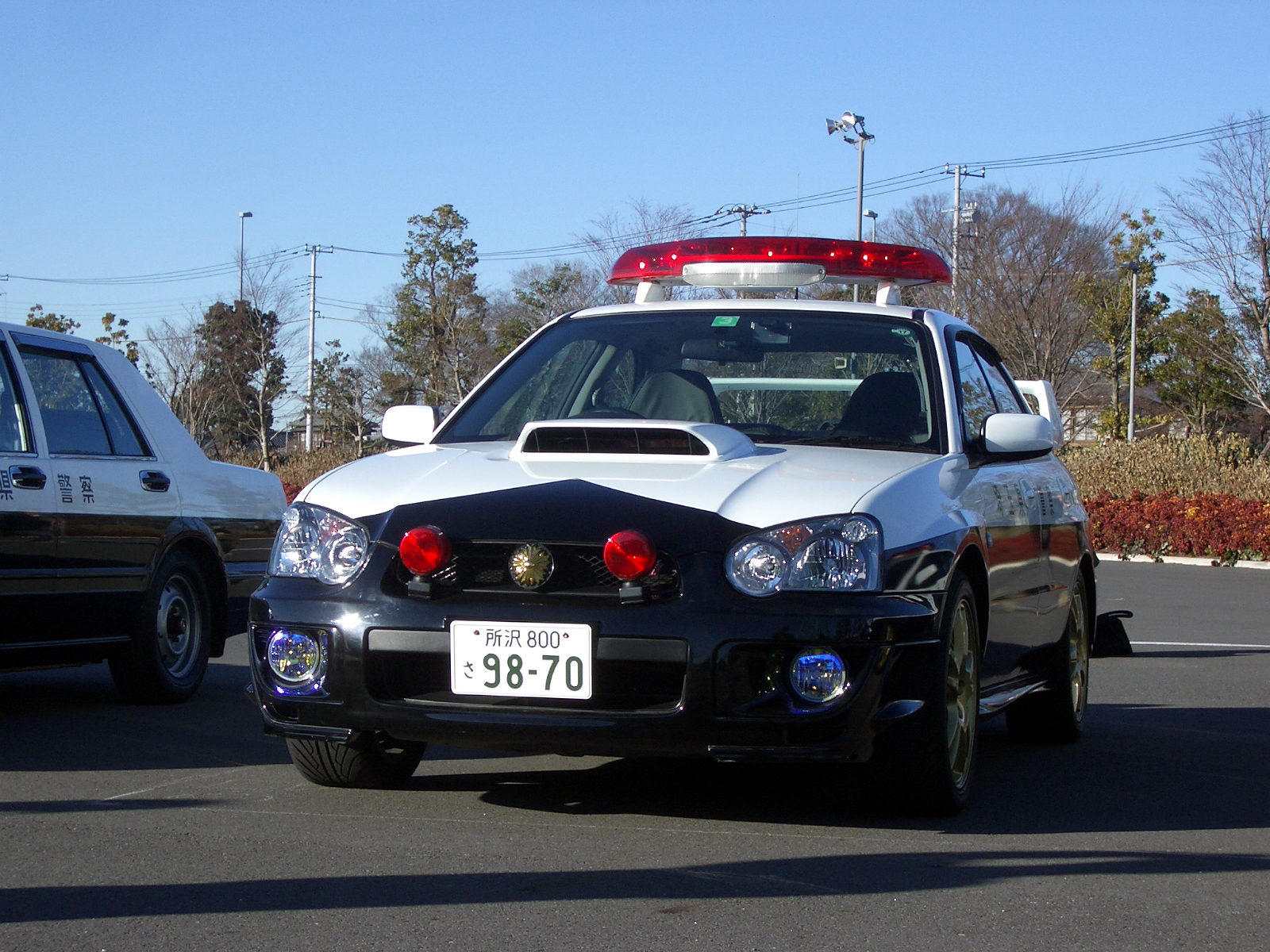
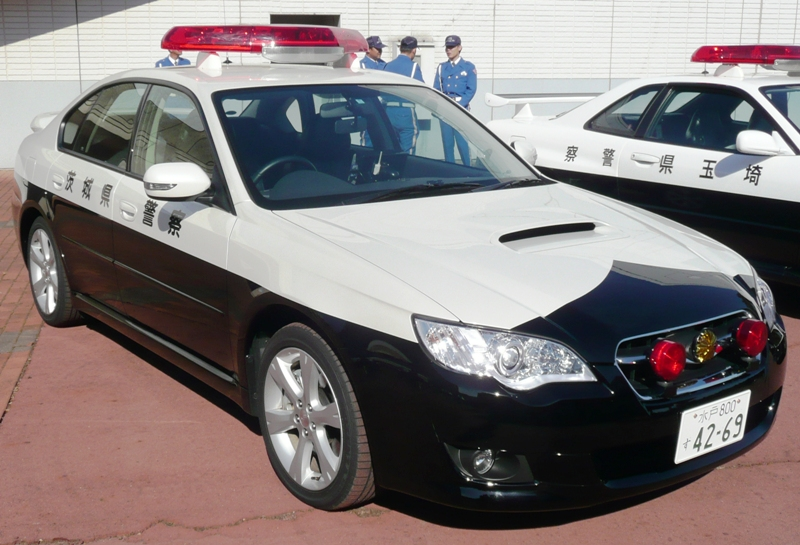
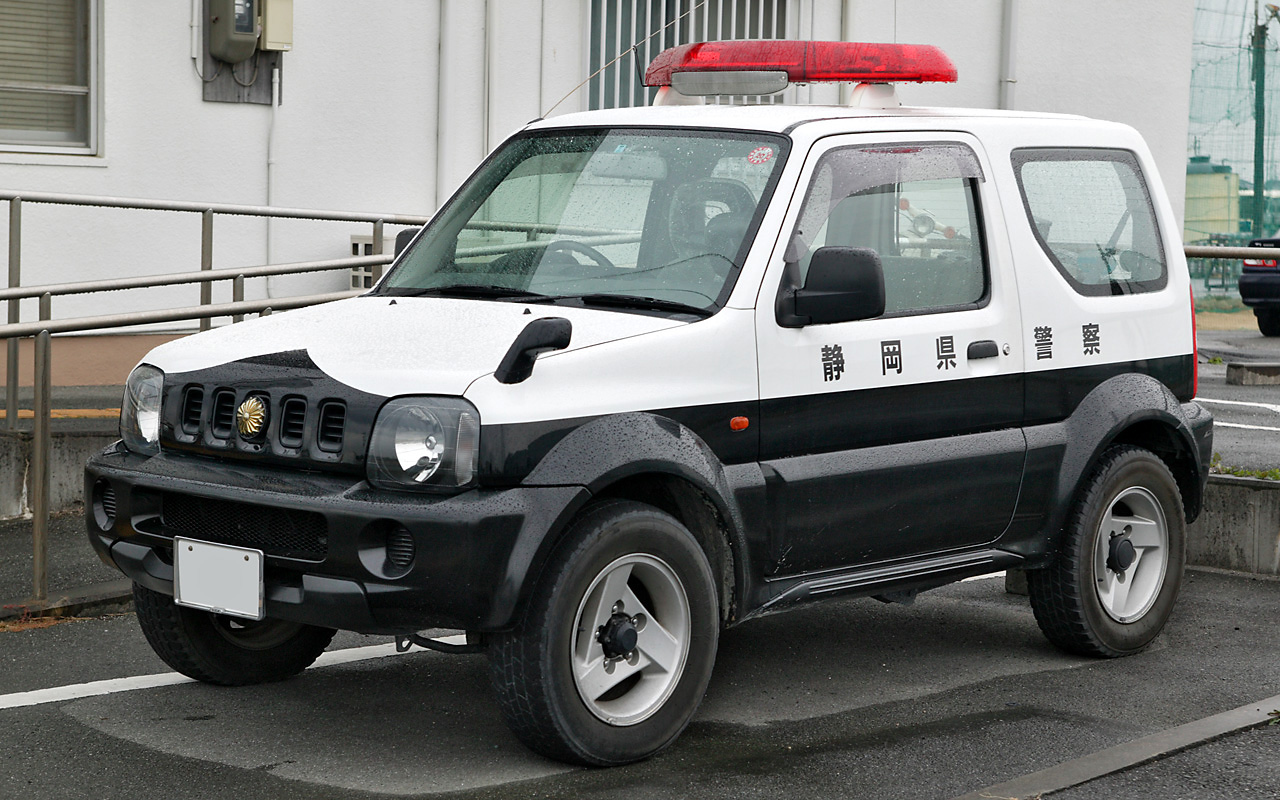
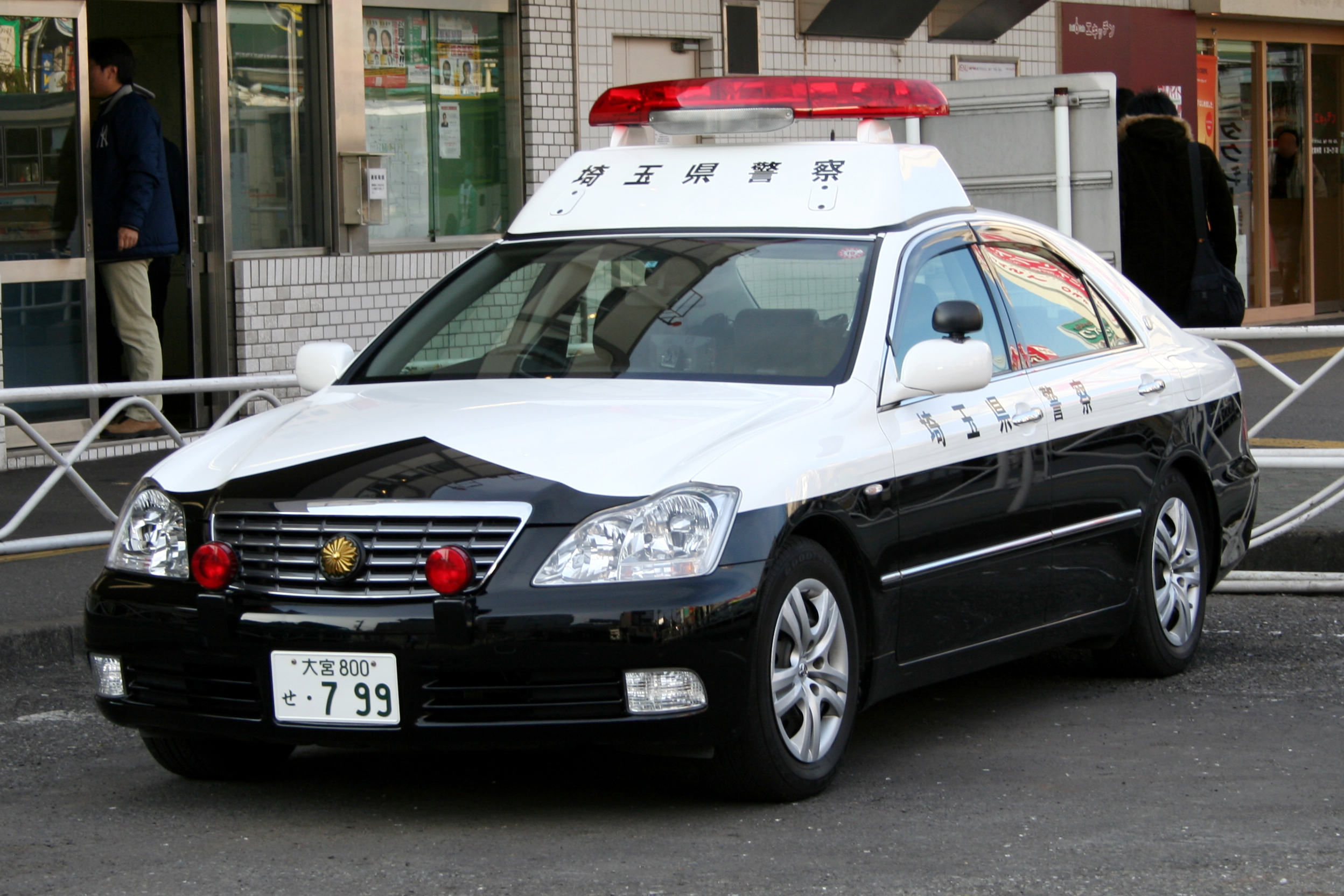
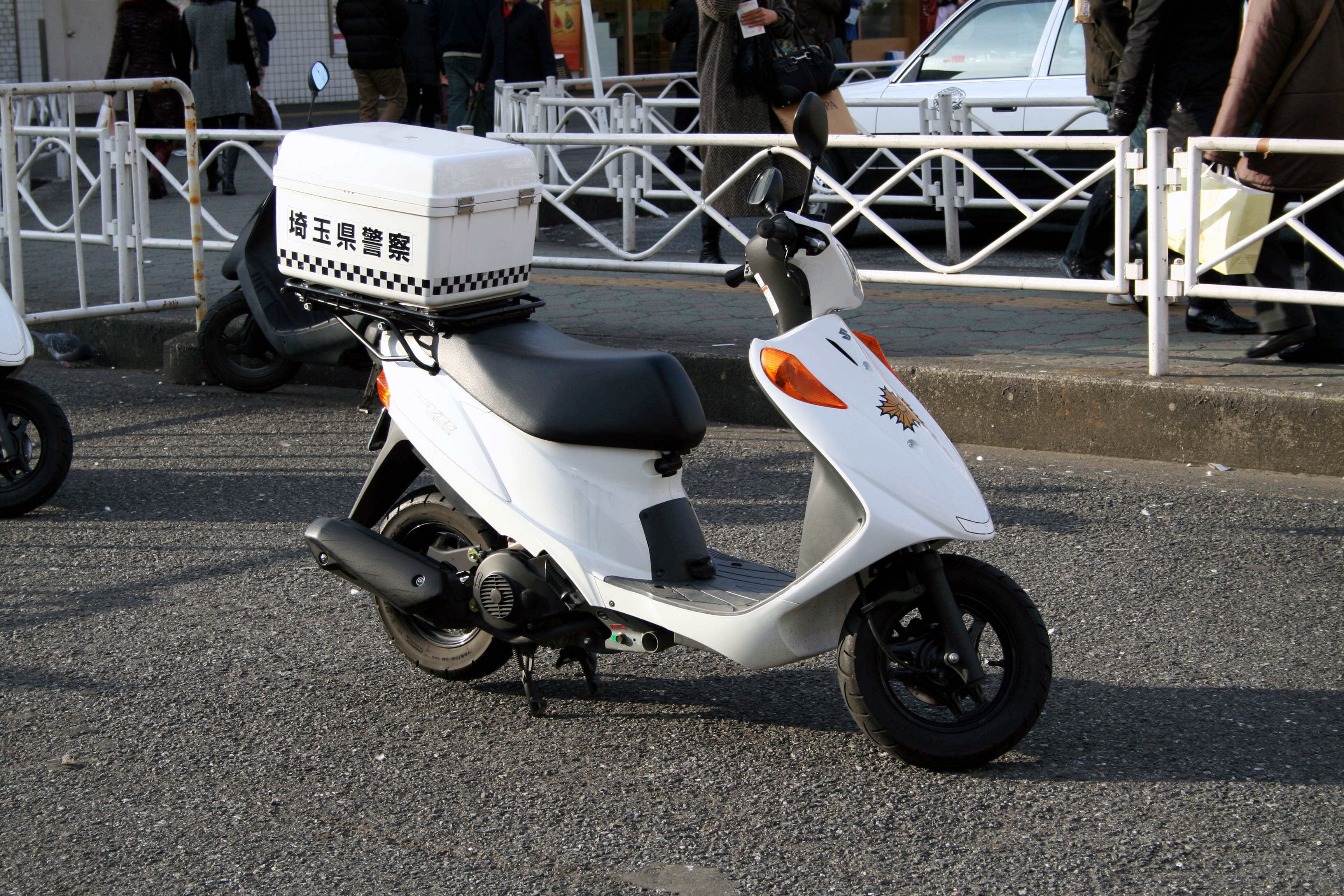
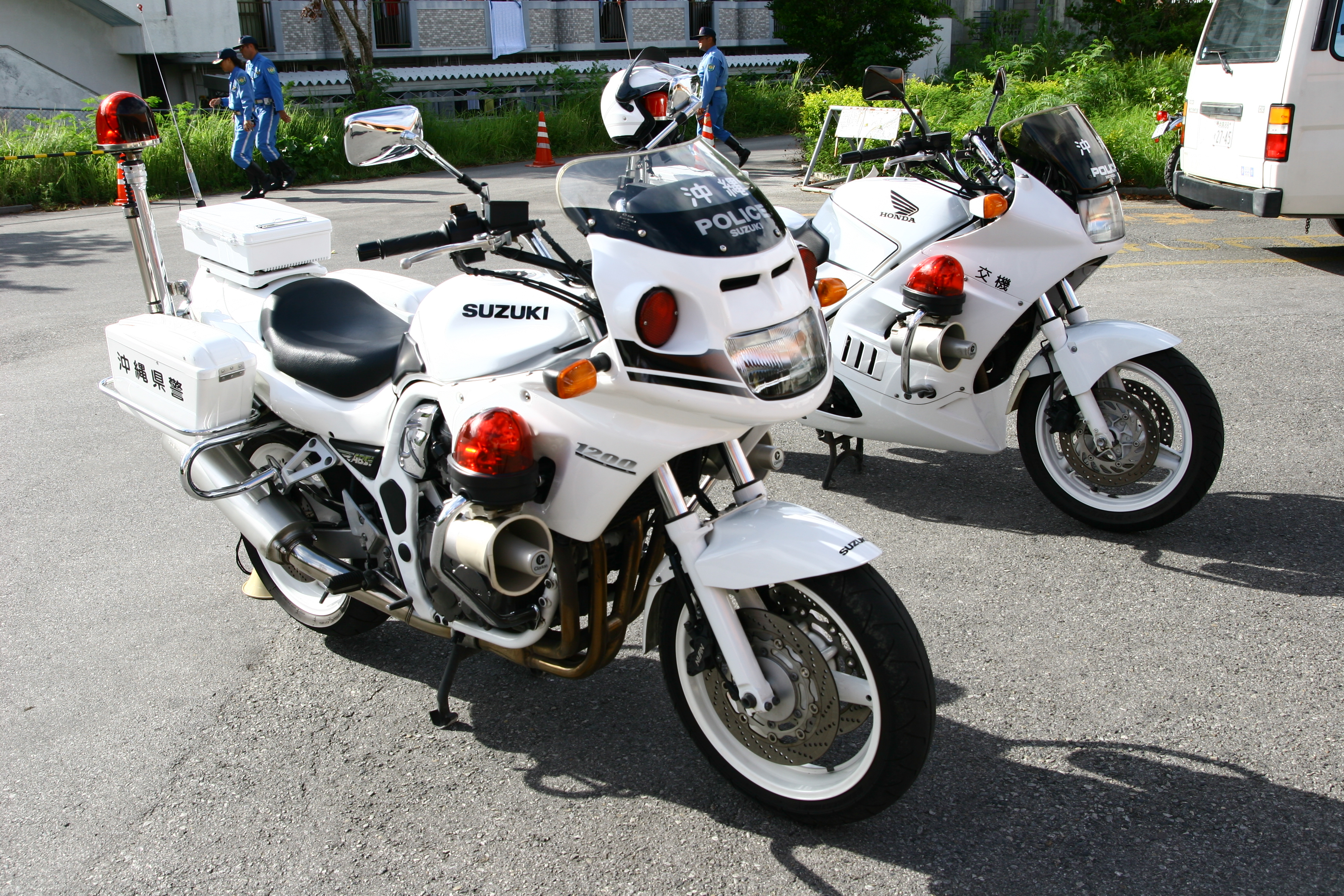
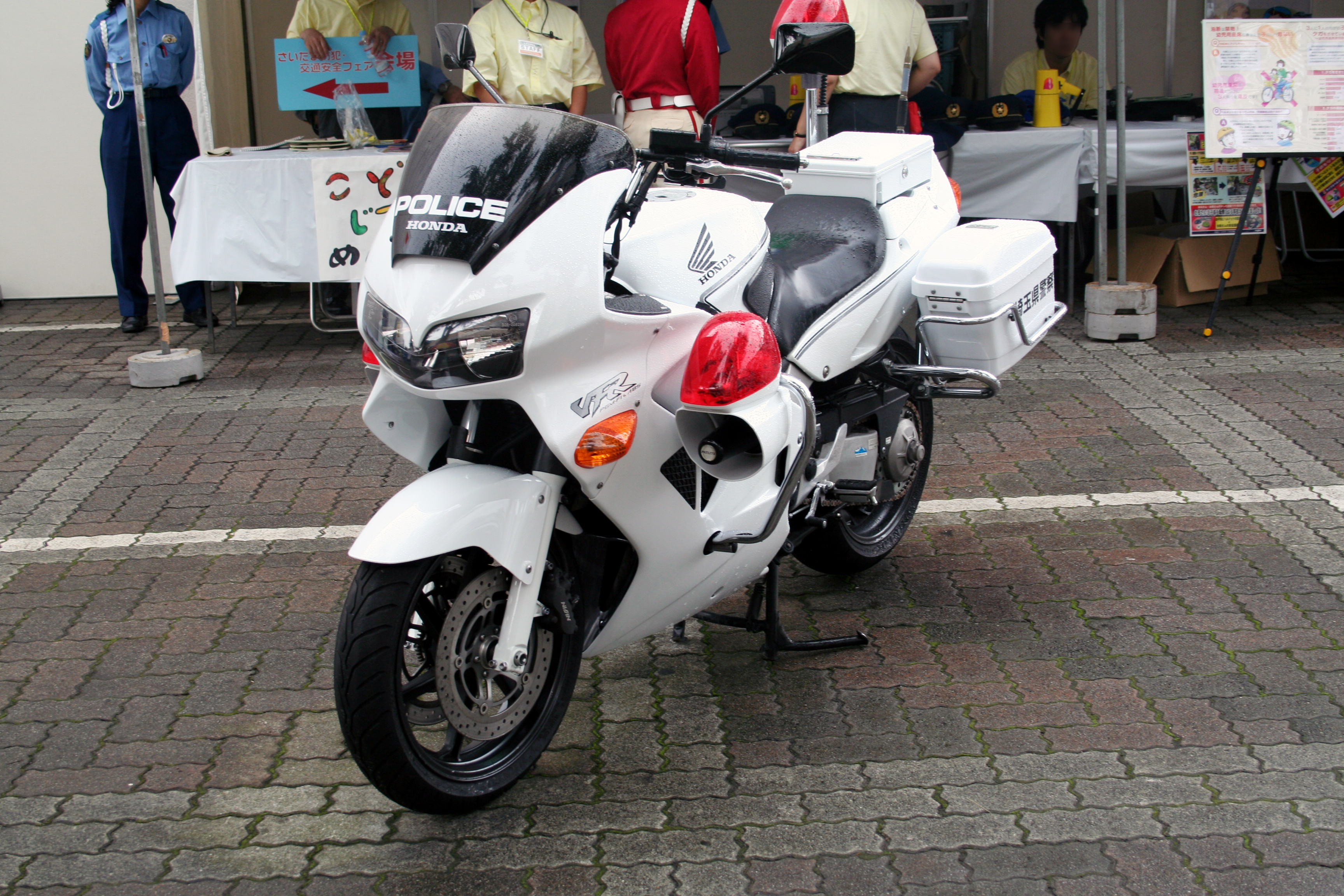
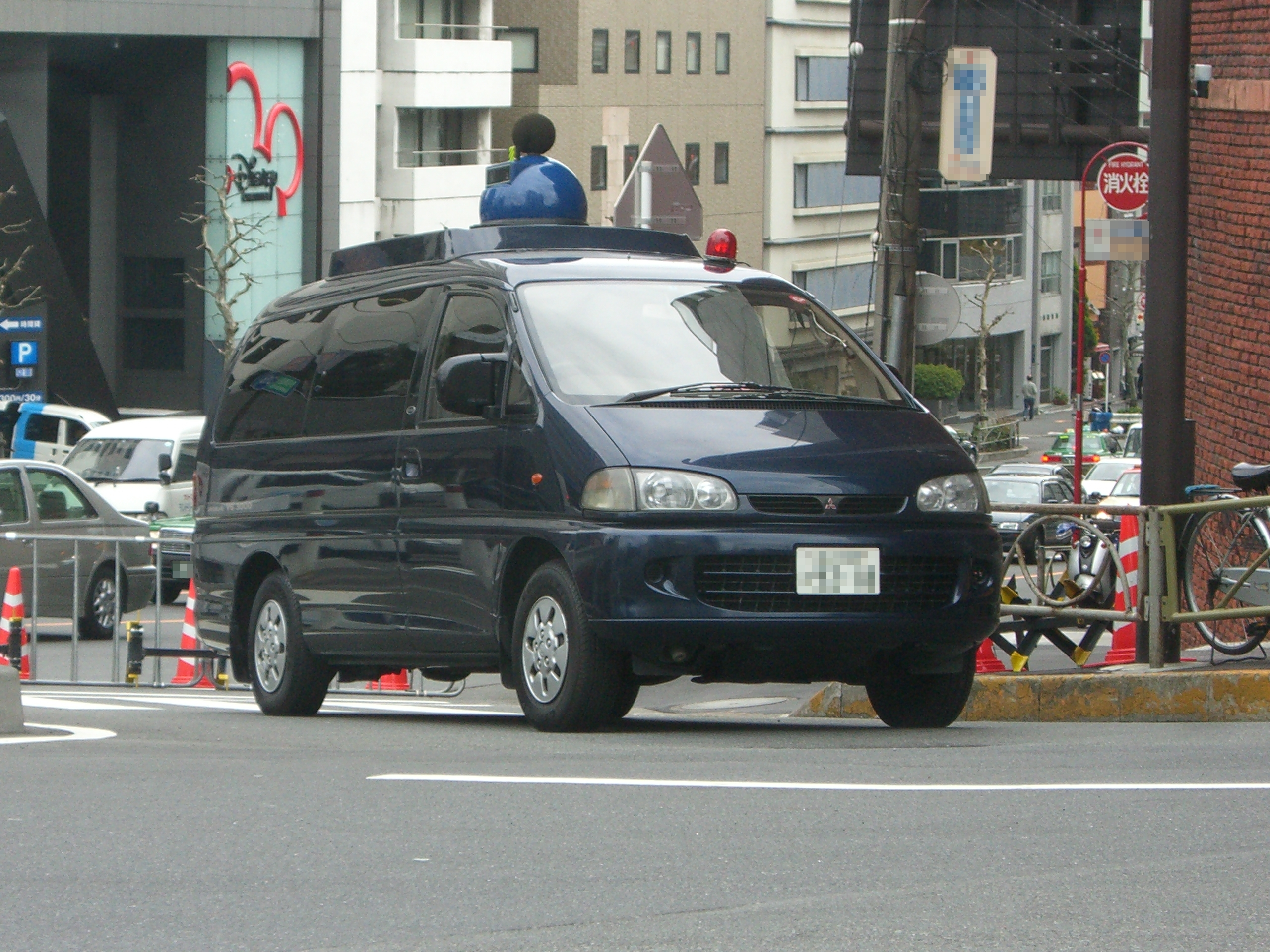
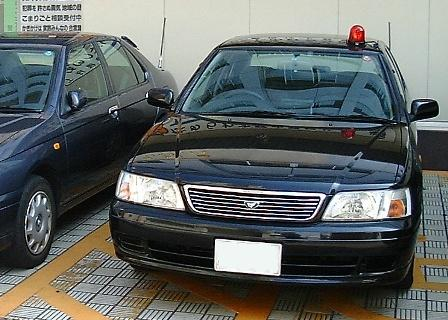
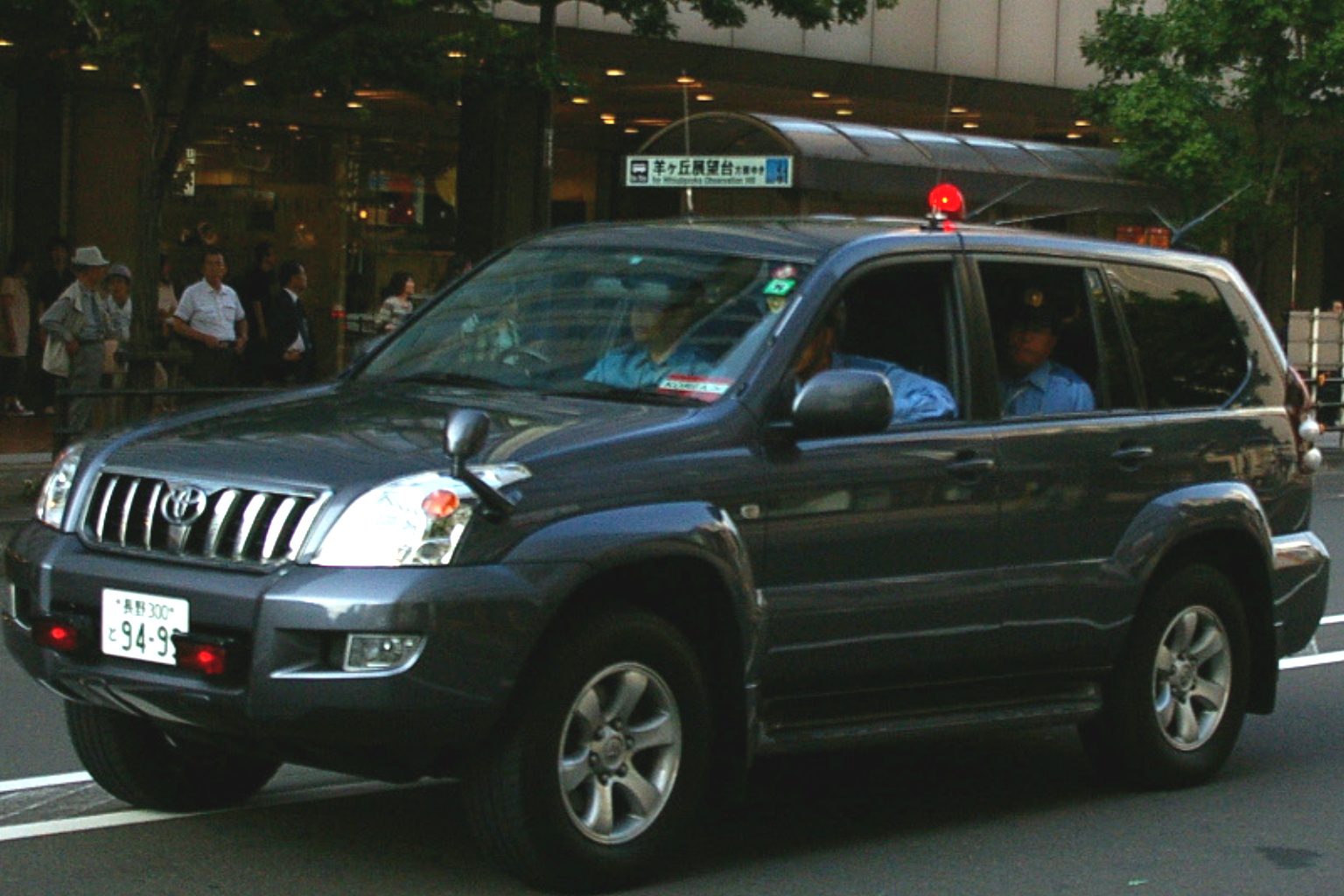
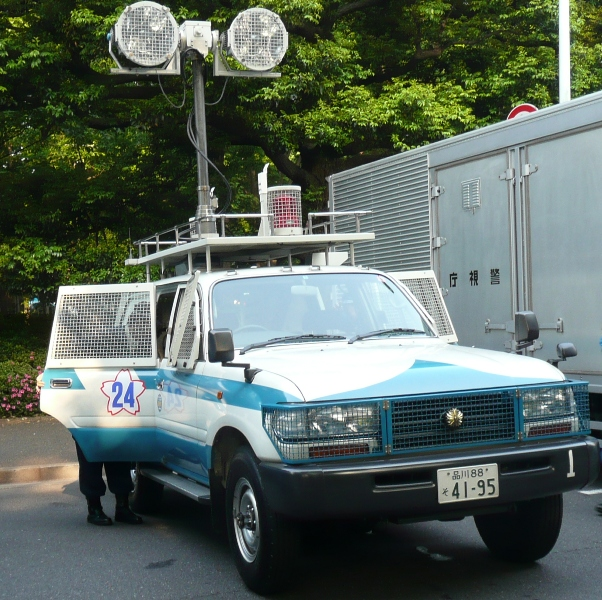
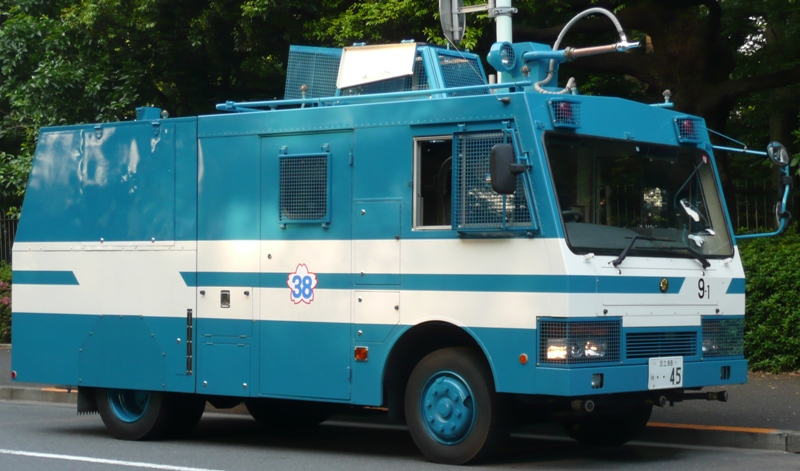
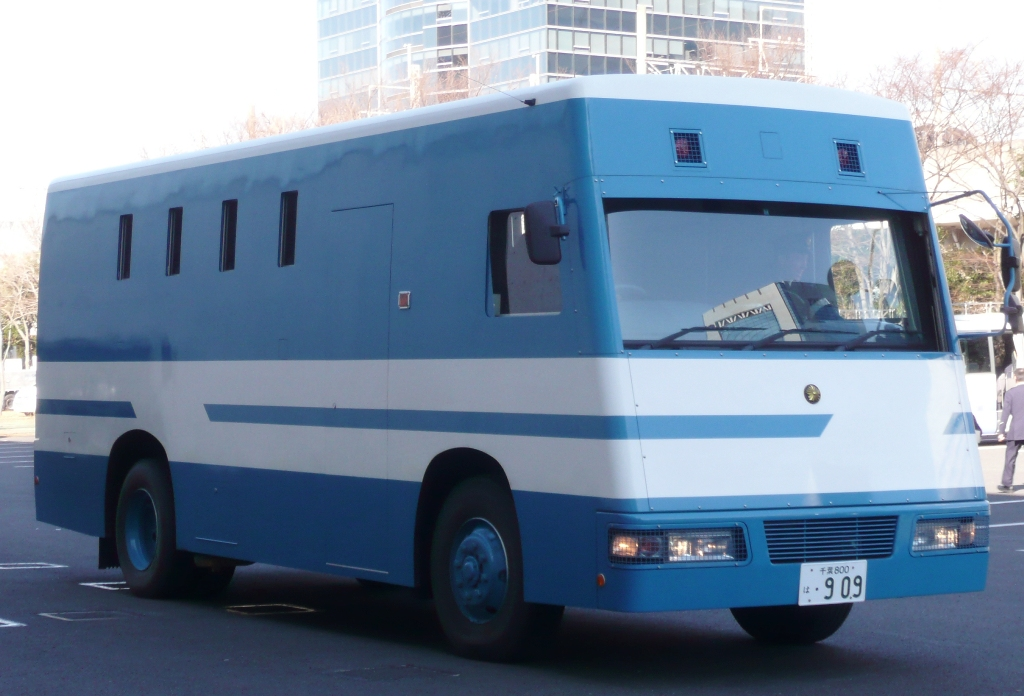
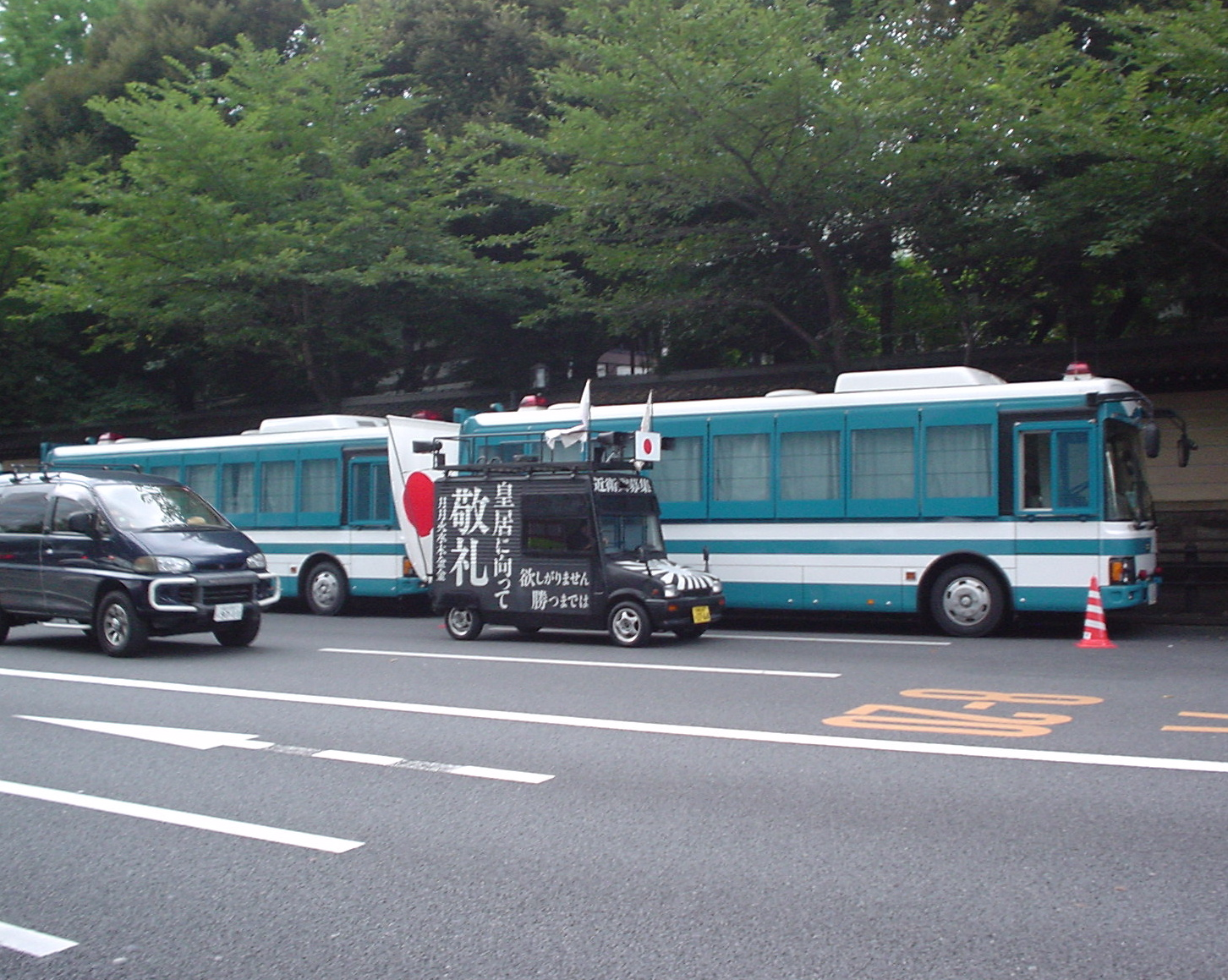
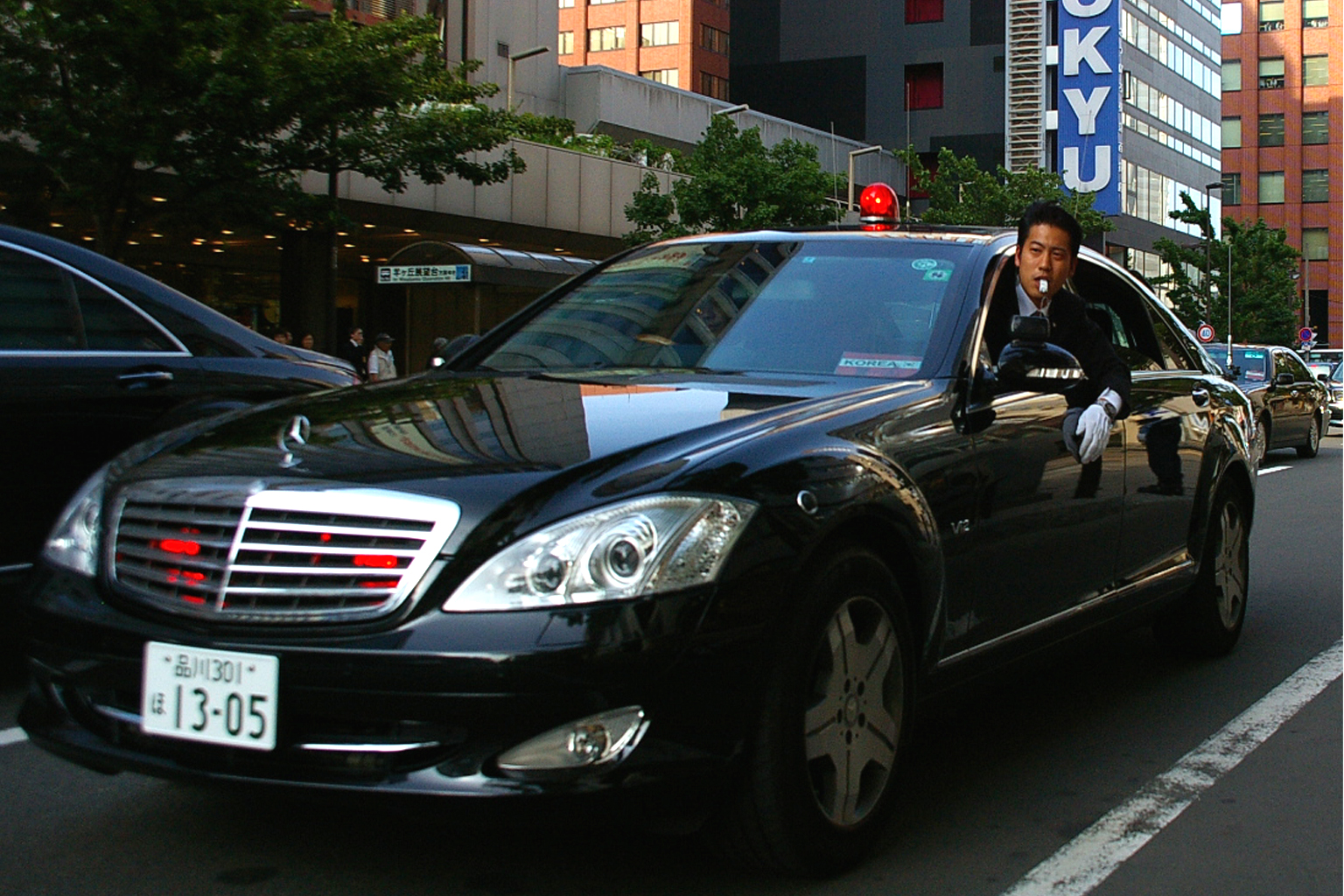
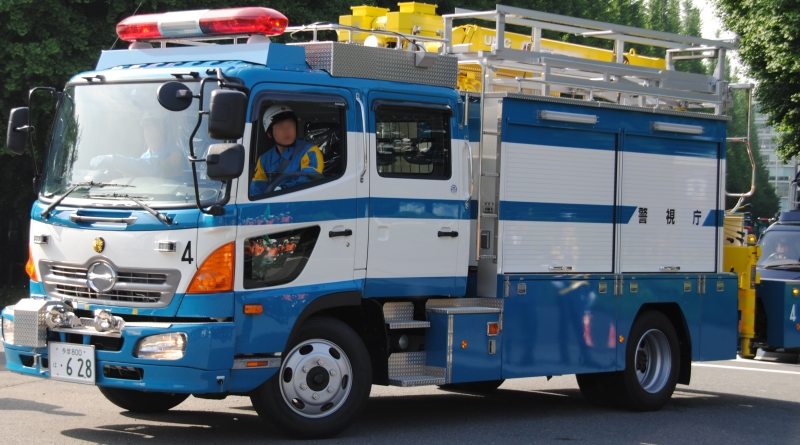
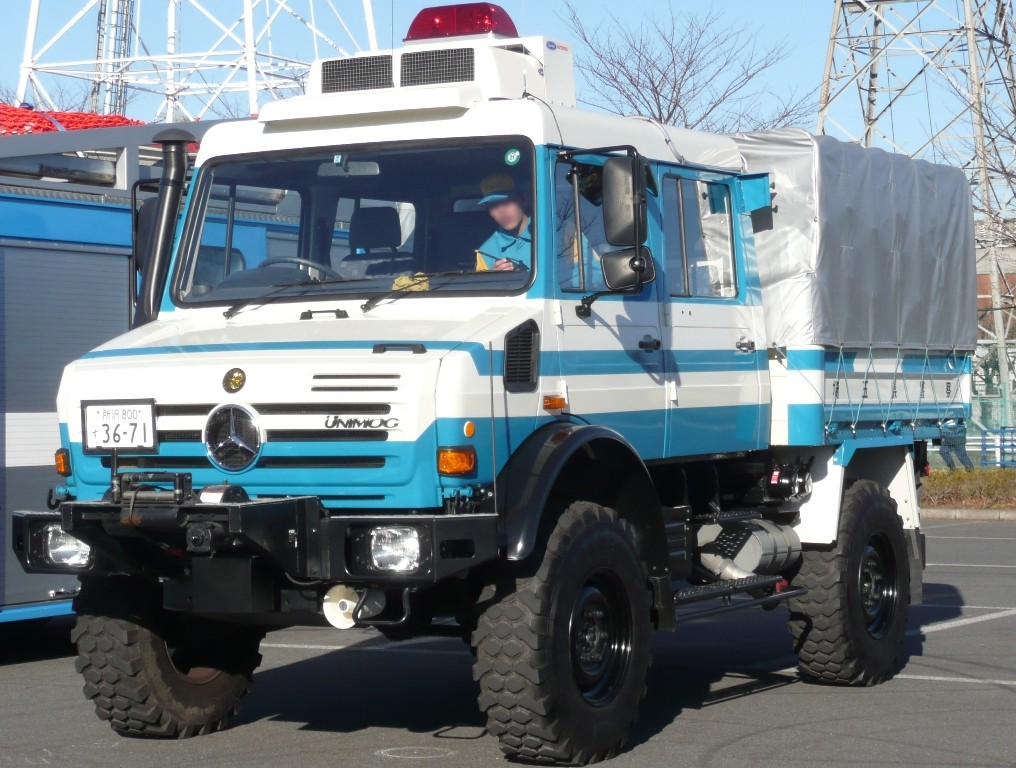
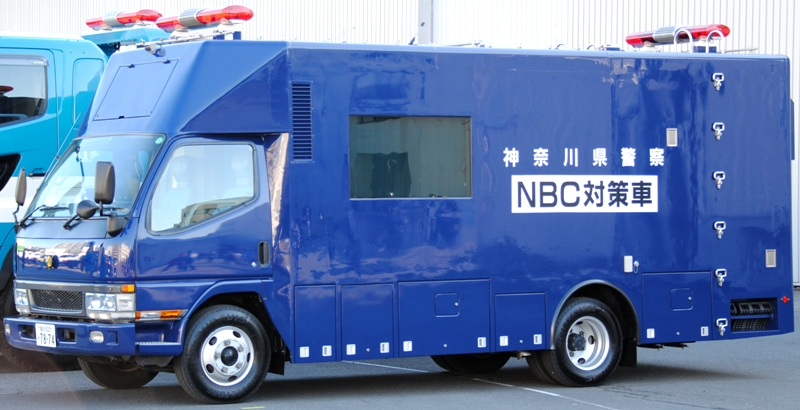
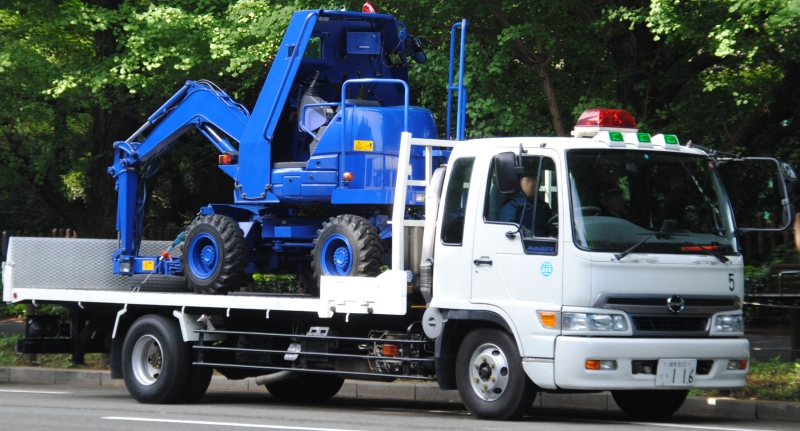

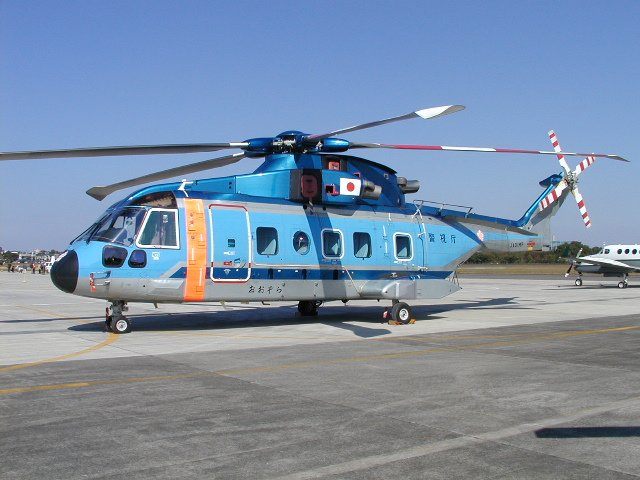
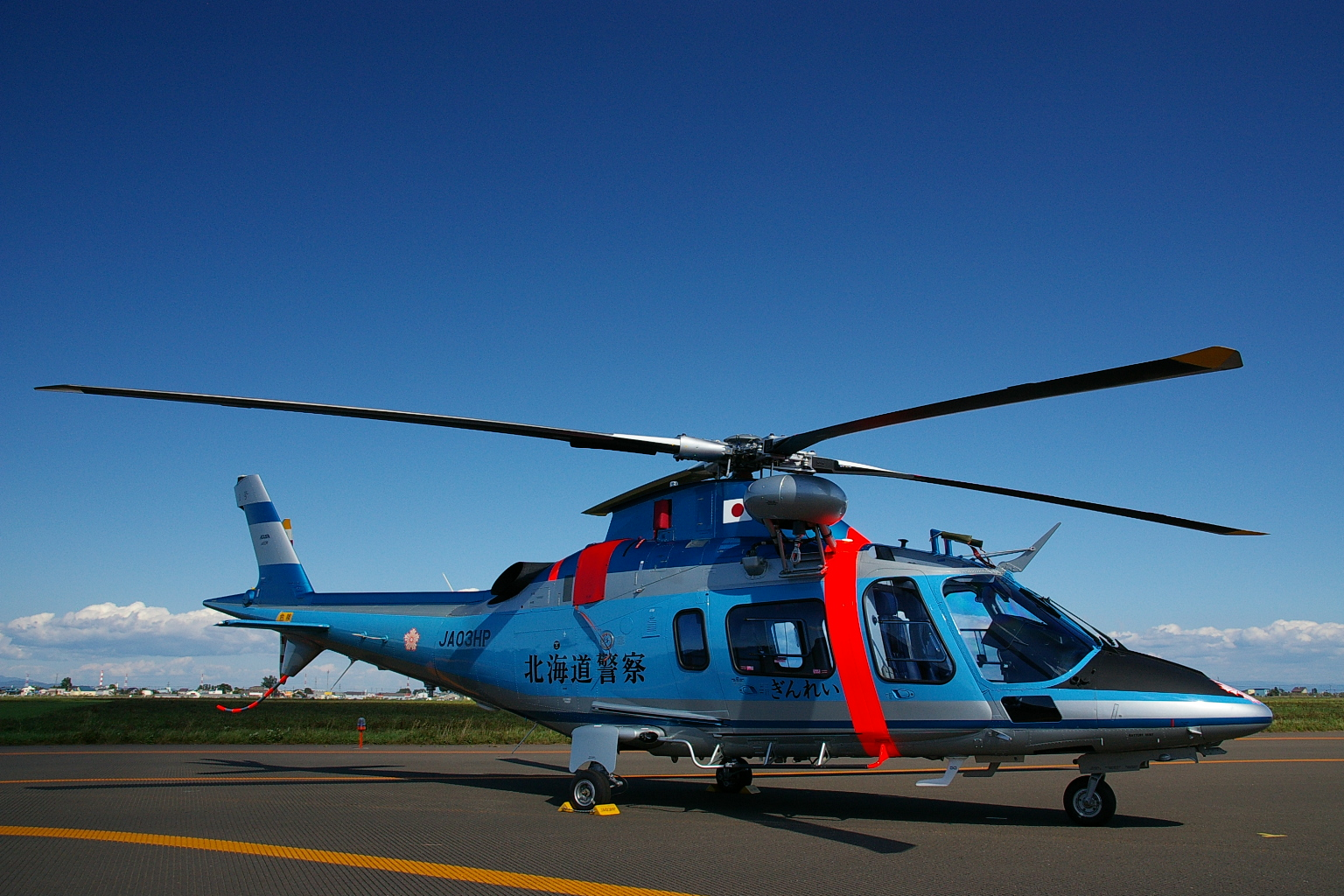
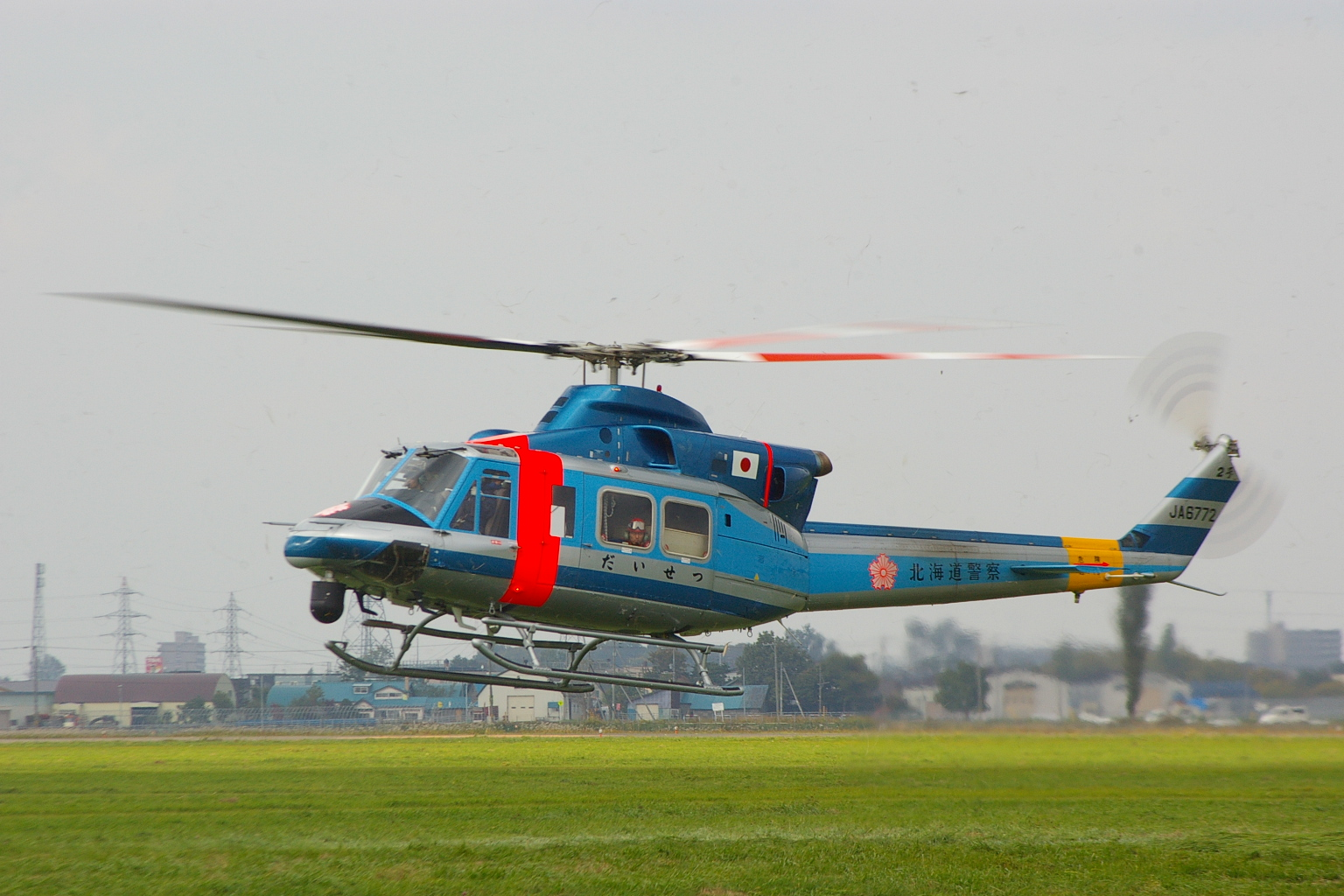
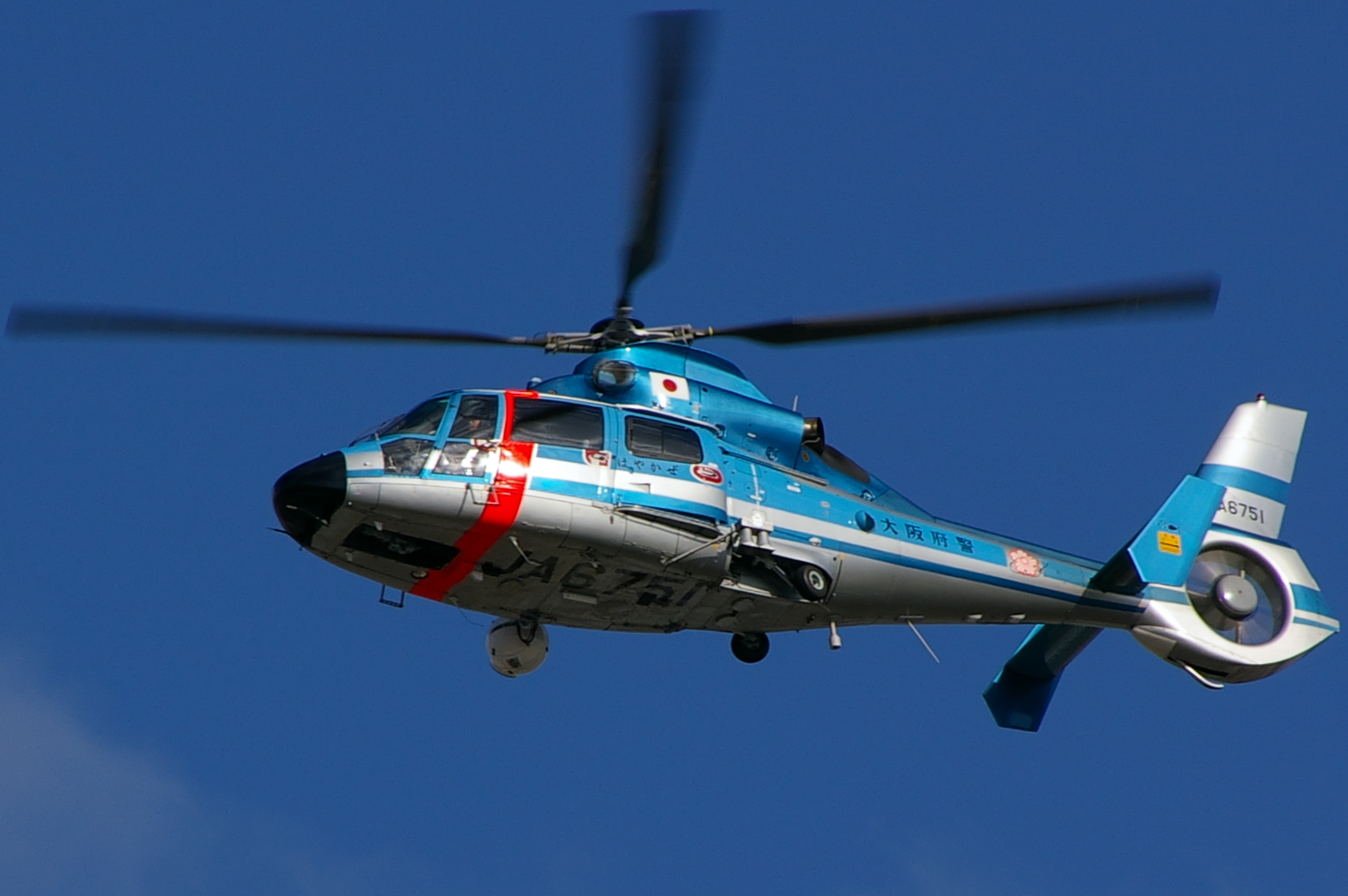

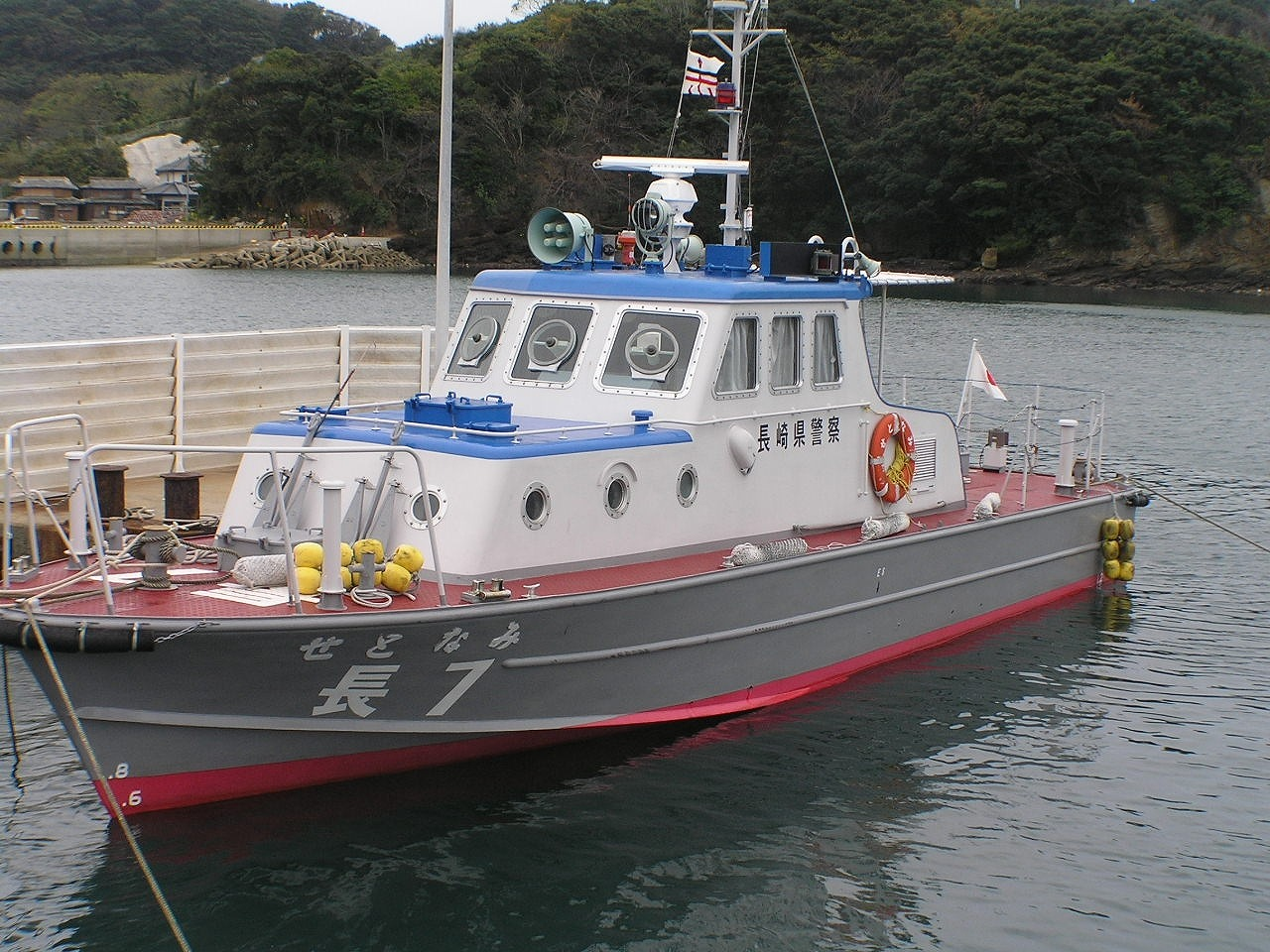
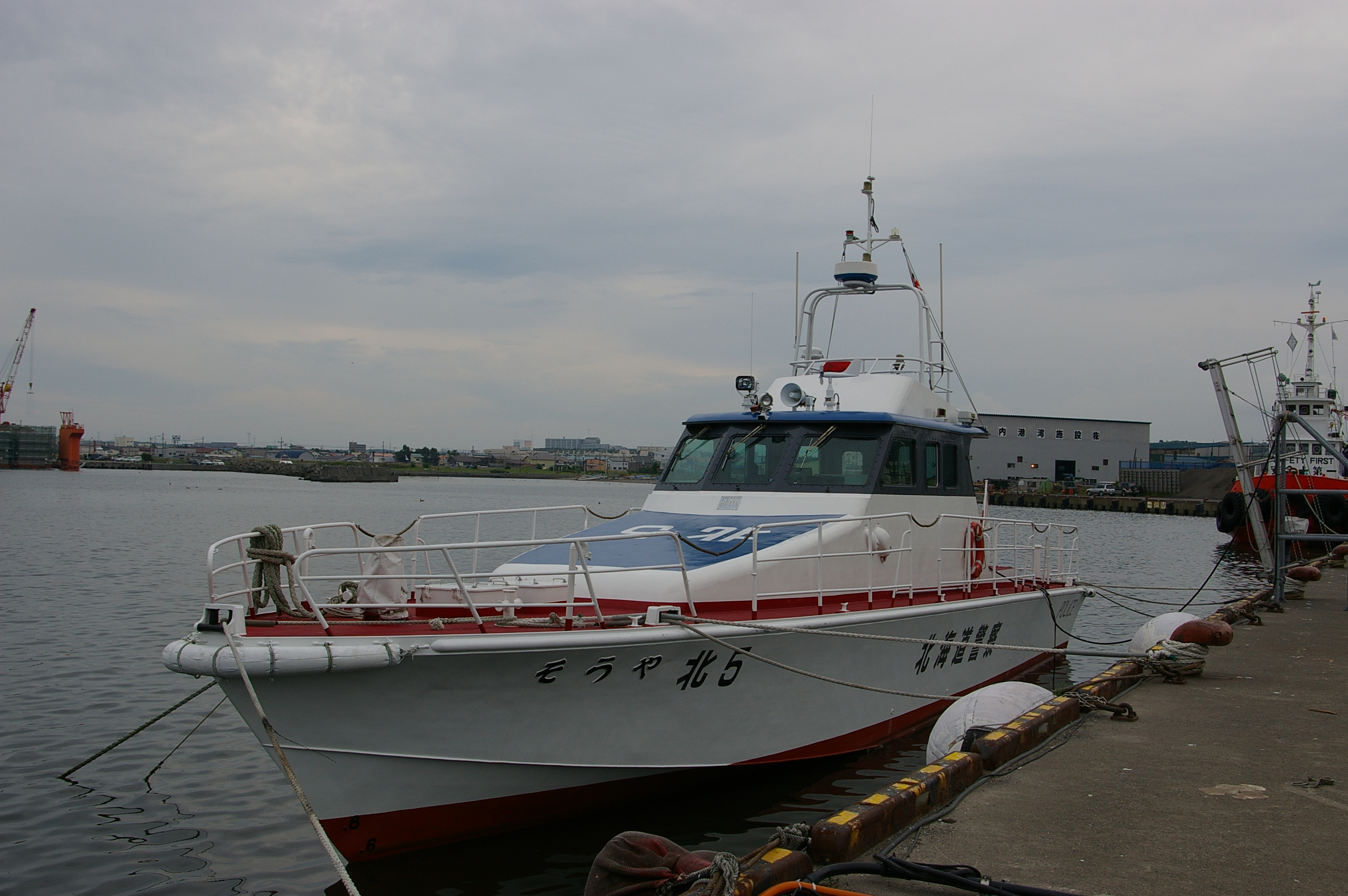
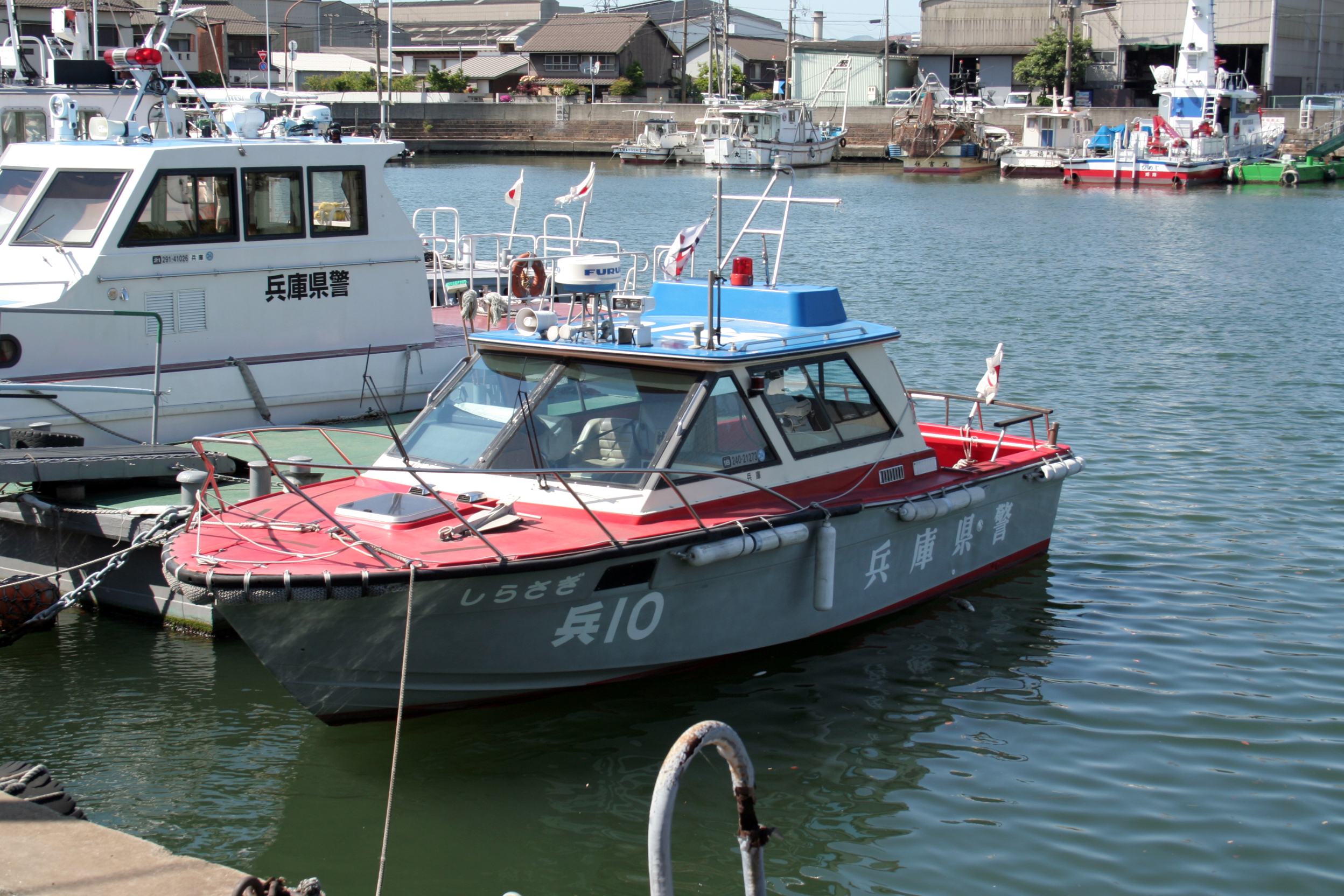

طيران
بحرية

## اقرأ أيضا
- قسم شرطة العاصمة طوكيو

## وصلات خارجية
- الموقع الرسمي